# L'Âge heureux
L'Âge heureux est un feuilleton télévisé français en huit épisodes de 26 minutes, en noir et blanc, réalisé par Philippe Agostini, créé par Odette Joyeux d'après son roman Côté jardin, Mémoires d'un rat (1951), diffusé à partir du 12 février 1966 sur la première chaîne de l'ORTF.
Au Québec, la série a été diffusée à partir du 13 septembre 1966 à la Télévision de Radio-Canada.
Après le succès du feuilleton, une suite fut tournée en 1975 : L'Âge en fleur.
Les chorégraphies ont été réglées par Claude Bessy, alors danseuse étoile du Ballet de l'Opéra de Paris.

## Synopsis
Petit rat à l'Opéra de Paris, Delphine est folle de joie. À douze ans, elle vient d'être choisie pour interpréter le rôle de Galatée dans le prochain ballet que prépare le Palais Garnier. Un soir, un groupe de jeunes danseuses, dont fait partie Delphine, brave les interdictions et s'aventure sur les toits de l'Opéra. Par jalousie, l'une des camarades referme la porte des toits à clé, empêchant Delphine de revenir...

## Distribution
- Delphine Desyeux : Delphine Nadal
- Odette Joyeux : Thérèse Nadal
- Louis Velle : Frédéric Aubry
- Pierre Mondy : Monsieur Dumontier (« Dudu »)
- Jean-Pierre Bonnefous : Ivan Barlof
- Anne Marie Mailfer : l'inspectrice
- Danièle Lebrun : l'institutrice
- Jessica Sordoillet : Julie Alberti
- Anne Rongière : Bernadette Morel
- Christiane Vlassi : la danseuse étoile
- Jacqueline Moreau : la professeur de danse
- Françoise Rosay : Mme Aubry
- Gilberte Géniat : l'épicière
- Marthe Villalonga : la concierge
- Camille Fournier : Mlle Pigeon

## Épisodes

### Épisode 1
À l'école des petits rats de l'Opéra de Paris, le maître de ballet Ivan Barlof choisit, pour le ballet Galatée, Delphine Nadal en raison de son tempérament, à la place de Julie Alberti, pourtant la première de la classe. Julie, soutenue par sa professeure de danse attachée au classement, en éprouve une grande jalousie.
Avec son amie, Bernadette Morel, Delphine profite, lors de travaux de peinture, d'une porte ouverte sur les toits, pour découvrir la vue des toits de l'Opéra. En revenant, elles laissent par accident tomber la clé de la porte dans un pot de peinture.
Plus tard, elles racontent à leurs camarades qu'elles se sont promenées sur les toits et savent où est la clé. Elles leur donnent rendez-vous pour le soir.
Delphine rentre chez elle, sur l'île Saint-Louis. Sa mère, Thérèse, qui est secrétaire, est ravie que sa fille soit choisie pour un rôle. Thérèse est veuve depuis longtemps et fréquente Frédéric, violoncelliste, musicien de l'Opéra, logé à l'étage au-dessus. Mais elle pense qu'il est trop tôt et ne veut pas l'épouser à cause du jeune âge de sa fille.
Pendant l'entracte du spectacle de la soirée, Delphine et ses amies réussissent à récupérer la clé au fond du pot de peinture, ouvrent la porte interdite et montent ensemble sur les toits pour y jouer. Elles ne voient pas le temps passer et c'est l'une d'elles qui vient les chercher. Mais Delphine et son amie Bernadette sont en retard. Par vengeance et impulsion, Julie les enferme sur le toit. En cassant un carreau pour rentrer, Bernadette se blesse. Delphine demande l'aide du régisseur : Bernadette s'est cassé la jambe et est emmenée à l'hôpital, alors que Delphine est ramenée chez elle par Frédéric.

### Épisode 2
Le lendemain, très inquiète, Delphine retourne à l'Opéra. La police est venue enquêter sur les circonstances de l'accident : la direction de l'Opéra craint que sa responsabilité ne soit mise en cause. Une enquêtrice interroge Delphine. La question est de savoir si les fillettes sont sorties sur le toit en fracturant une vitre, ou si elles ont trouvé la porte d'accès aux toits ouverte. C'est cette dernière version que soutient Delphine. Pendant ce temps, comme il était prévu, Julie a remplacé Delphine aux répétitions.
Frédéric sait ce qui s'est passé et pousse Delphine à dire la vérité à sa mère. Mais elle ne parle que de l'escapade de Bernadette qui, à l'hôpital, a été opérée de sa fracture.

### Épisode 3
Le lendemain, Delphine intercepte le courrier destiné à sa mère, qui annonce la sanction : son renvoi de l'Opéra. Elle part de chez elle comme d'habitude, mais sans savoir trop où aller. L'inspectrice se rend à l'hôpital pour entendre la version de Bernadette, mais prévenue par une lettre de ses amis de l'Opéra et soutenue par ses parents, elle ne dit rien de plus.
Delphine retourne à l'Opéra et demande à ses amies de se dénoncer. Elles lui conseillent d'aller plutôt demander à Ivan Barlof d'intervenir en sa faveur. Ce dernier accepte et promet de le faire dans la journée auprès du directeur de l'Opéra.
En attendant, Delphine erre sans but dans Paris. Pour le spectacle du soir, auquel elle aurait dû participer, la mère de Frédéric la conduit à l'Opéra. Pendant le spectacle, elle erre de nouveau dans Paris, alors que dans les loges, l'habilleuse trouve la clé de la porte interdite dans les affaires de Delphine, qu'un petit rat devait vider et rassembler pour elle.

### Épisode 4
À la suite de la découverte de la clé, certains petits rats se dénoncent pour avoir participé à l'escapade sur le toit. Mais l'inspectrice veut savoir laquelle a refermé la porte d'accès aux toits, avec les deux retardataires. Elle fait prendre les empreintes des petits rats, laissant entendre qu'on retrouvera les ainsi la coupable.
Cependant, pendant le spectacle du soir, Julie s'éclipse pour aller chercher la clé dans les affaires de Delphine : elle se fait surprendre et avoue sa responsabilité.
Delphine est donc réintégrée, mais errant toujours bouleversée, dans les rues de Paris, elle l'ignore. Pendant ce temps, sa mère se rend à l'Opéra et apprend, à la fois le renvoi de sa fille et sa réintégration… Avec Frédéric, ils rentrent chez eux mais ne trouvent pas Delphine. Après des recherches sur les quais de Seine, ils la retrouvent, juste avant qu'elle ne fasse une bêtise.
Ils partent tous les trois pour l'Opéra, où Delphine assure le spectacle du soir.

## Commentaires
- Ce feuilleton fait découvrir l'Opéra de Paris avec ses petits rats, la rigueur de la discipline, l'amitié et la jalousie. Mais c'est aussi un témoignage sur le Paris des années 1960 (les automobiles de l'époque, l'intérieur d'un appartement parisien, les autobus à plateforme et les receveurs qui compostaient les tickets, les poinçonneurs de tickets dans le métro, etc.).
- Habitude du passé : les professeurs appellent les élèves par leur nom et non par leur prénom.
- La série a été tournée intégralement en studio, faute de pouvoir installer la production à l’opéra de Paris. Philippe Agostini a expliqué ce choix dans l’émission Au-delà de l’écran du 6 mars 1966 : « On a un récit qui se déroule pendant quatre heures. Pour faire quatre heures de spectacle, qu’il soit à la télévision ou au cinéma, il faut beaucoup de temps et l’opéra de Paris est une administration qui fonctionne nuit et jour. Et pour réaliser la durée, nous avons mis 11 semaines. On ne pouvait pas priver l’opéra de son fonctionnement normal pour profiter de ses décors. » À la même époque, la production de Belphégor ou le Fantôme du Louvre n’avait pas pu non plus filmer à l’intérieur du Louvre[1].